# Lousadzak
Lousadzak is het eerste pianoconcert van Alan Hovhaness uit 1945. Zijn tweede heet Khaldis.
Hovhaness is van deels Armeense komaf en kwam met dit zelf verzonnen woord, dat volgens hem Komst van het Licht betekent. Het werk stond op de agenda als een pianoconcert in één deel, uit te voeren door een amateurorkest onder leiding van de componist zelf. Na de eerste uitvoering in Boston had hij daar spijt van; hij moest zoveel aanwijzingen geven, dat van muziek maken eigenlijk geen sprake meer was. In New York (juni 1945) ging het hem beter af, het publiek was enthousiast, aldus collega-componist Lou Harrison, die daarbij aanwezig was. Hij maar ook avant-gardecomponist John Cage vond het prachtig. In het werk waarin aleatoriek is toegepast, is ook zijn “befaamde” murmur te horen (zo te horen vrij getokkel van strijkers tegen over de strakke solopartij). De solopartij bestaat uit een langgerekte eenstemmige solo; de solo geeft de manier weer van hoe Armeense en Turkse strijkinstrumenten worden/werden gespeeld (veel voorslag(en).

## Orkestratie
- piano
- violen, altviolen, celli, contrabassen

## Discografie
Bekendste opname op MusicMasters: Dennis Russell Davies dirigeerde het American Composers Orchestra met solist Keith Jarrett uit waarschijnlijk 1989.